# 小行星9958
小行星9958（英語：9958）是一颗围绕太阳公转的小行星。1991年11月4日，上田清二、金田宏在钏路市发现了此天体。
这颗小行星的绝对星等为256.4458166382182等。